# Seli Voe

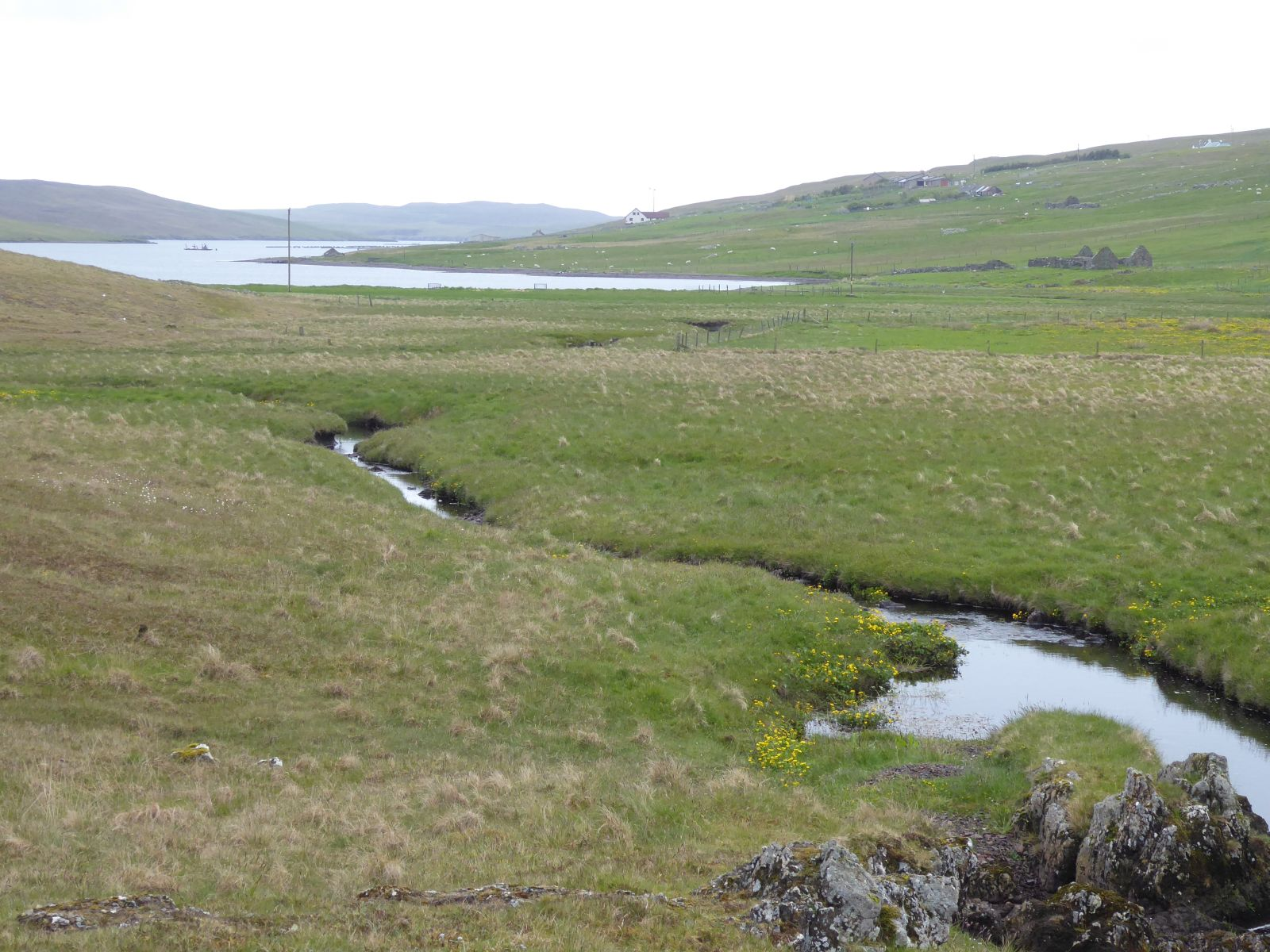
Blick von Südosten in die Bucht

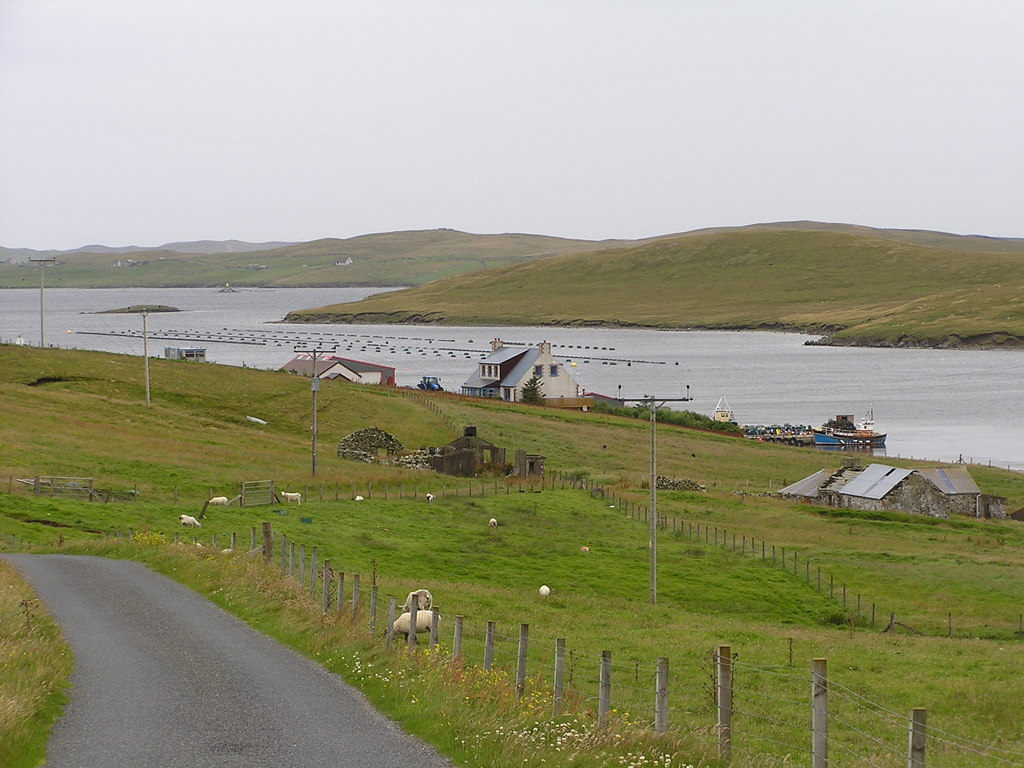
Das nordwestliche Ende der Seli Voe

Die Seli Voe ist eine Meeresbucht (Voe), die im Südwesten der zu Schottland zählenden Shetlands liegt.

## Geographie
Die Seli Voe ist eine Bucht, die im Westen von Mainland liegt. Dort bildet sie den mittleren von drei östlichen Ausläufern der Gruting Voe. Die Grenze zum nächsten im Süden, der Olas Voe markiert die Hoga Ness, vor der die Insel Holm of Gruting in der Gruting Voe liegt. Auf der gegenüberliegenden Seite liegt die Ness of Gruting und, wenige Kilometer weiter im Norden, die Scutta Voe. Die Ufer der Seli Voe sind dünn besiedelt, erhöht über dem nördlichen liegt das kleine Ayres of Selivoe. Die nächste größere Ortschaft ist Walls im Nordwesten. Die Länge der Bucht liegt bei etwa zwei Kilometern.

## Historisches
Im Rahmen der historischen Gliederung Schottlands in Civil Parishes zählt die Seli Voe zu Sandsting. Ein Chambered Cairn nordöstlich der Bucht ist 1993 als Scheduled Monument eingestuft worden.